# Wismar Challenger 1997
Il Wismar Challenger 1997 è stato un torneo di tennis facente parte della categoria ATP Challenger Series nell'ambito dell'ATP Challenger Series 1997. Il torneo si è giocato a Wismar in Germania dall'8 al 14 dicembre 1997 su campi in sintetico indoor.

## Vincitori

### Singolare
Christian Vinck ha battuto in finale  Ivo Heuberger con il punteggio di 6–3, 7–6

### Doppio
Lars Burgsmüller /  Michael Kohlmann hanno battuto in finale  Bernardo Martínez /  Óscar Ortiz con il punteggio di 6–4, 7–6